# اسکی تلمارک

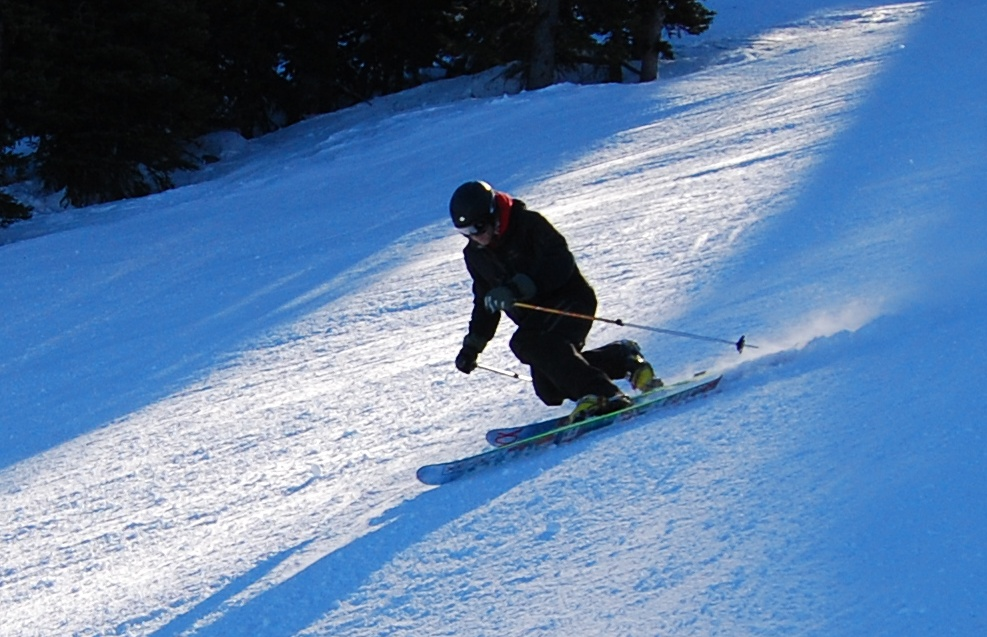
اسکی‌بازی در حال پیچ‌زدن با روش تلمارک

اسکی تلمارک به گونه‌ای از ورزش اسکی گفته می‌شود که در آن، مانند اسکی صحرانوردی، پاشنهٔ پای اسکی‌باز به چوب اسکی ثابت نیست و اسکی‌باز می‌تواند در پیچ‌زدن به حالت «به‌زانو» درآید. روش تلمارک برای شیب‌های تند چندان مناسب نیست و بیشتر در تپه‌ها و دامنه‌های کم‌شیب به‌کار می‌آید. نام این ورزش از استان تلمارک نروژ گرفته شده‌است.